# Едуар Мане
Едуар Мане (на френски: Édouard Manet) е френски художник, най-значим предшественик на импресионизма.

## Биография
Едуар Мане e роден на 23 януари 1832 г. в Париж. Има знатен произход и образовани родители (Огюст Мане, чиновник в министерството на правосъдието и Йожени Дезире Фурние, дъщеря на дипломат и кръщелница на маршал Бернадот), но при цялото му уважение към тях той упорито се съпротивлява на желанието им да направи кариера като юрист. През 1839 г. е изпратен в пансион, а между 1844 и 1848 г. учи в колежа „Ролен“, където се запознава с Антонен Пруст, бъдещ министър на изящните изкуства и негов приятел за цял живот.

Между 1850 и 1856 г., след като не го приемат във военния флот, Мане учи при художника Томас Кутюр. Прекарва при него 6 години в изучаване на законите на композицията и рисуването. В свободното си време копира платната на старите майстори в Лувъра. Мане посещава и Бразилия, Германия, Италия и Нидерландия, Испания, Англия. През това време особено влияние му оказват картините на нидерландския художник Франс Халс и испанците Диего Веласкес и Франсиско Гоя. Първото му значимо платно е „Любител на абсента“ (1858). Сред най-известните картини на Мане е „Закуска на тревата“. Парижкият салон отказва да я покаже. Изобразяването на такава комбинация от облечени мъже и голи жени се възприема по това време, като твърде дръзко решение. Мане е много обиден и огорчен от реакцията към платното му, но я дава за излагане в Салона на отхвърлените през 1863 г. В средите на художниците тогава е прието, с цел усъвършенстване на майсторството, да се копират платна на великите художници, като всеки ги интерпретира по свой начин. Диего Веласкес, който е един от моделите за подражание на Мане, често копира платна на Тициан. Групата хора, представена в „Закуска на тревата“, е вдъхновена от „Селски концерт“ на ренесансовия художник Джорджоне. Друга известна картина на Мане, чиято идея е заимствана от Тициановите Венери, е „Олимпия“, отново отречена от журито на Парижкия салон. Това платно потриса френското общество, но става единствената картина, която всички искат да видят. Около нея се събират толкова големи тълпи от хора, че се налага да поставят двама пазачи, които да внасят ред.
Мане се сприятелява с импресионистите Едгар Дега, Клод Моне, Пиер-Огюст Реноар, Алфред Сисле, Пол Сезан и Камий Писаро. За разлика от импресионистите, той рисува и картини с военна насоченост. Сред най-известните му такива творби е „Убийството на император Максимилиан“, коментираща екзекуцията на австрийския ерцхерцог и император на Мексико Максимилиан I, когото французите поддържат. Наполеон III, под натиска на Съединените щати, прекратява подкрепата си за Максимилиан, той бързо губи гражданската война, заловен е от републиканските сили на Бенито Хуарес и е екзекутиран на 19 юни 1867 г. Коварството на Наполеон толкова огорчава Мане, че той „облича“ палачите във френски униформи и придава на сержанта чертите на Наполеон III.
През 1875 г. френско издание на поемата „Гарванът“ на Едгар Алън По в превод на Стефан Маларме е илюстрирано с литографии на Мане.

На 1 януари 1882 г., под натиска, оказан от неговия приятел Антонен Пруст, френското правителство го награждава с Ордена на почетния легион.
Мане рисува своята последна голяма творба, Барът на Фоли Бержер, през 1881 – 1882 г. и я излага същата година. В платното е изразена меланхолията и очарованието на квартала Монмартър, който Мане много харесва. Влиятелният арт критик Тимъти Кларк казва, че барманката е „замислена да репрезентира една от проститутките, с които Фоли Бержер е добре известен“, така че е представена „и като продавач, и като стока – нещо, което може да се купи заедно с едно питие“.
Мане боледува от сифилис. Болестта му носи много болка, както и частична парализа през последните години от живота му. Левият му крак е ампутиран 11 дни преди художникът да почине, защото е обхванат от гангрена. Умира в Париж на 30 април 1883 г. Погребан е в гробището „Паси“, Париж, Франция.

## Галерия
- Музика в градините Тюйлери (1862), Национална галерия (Лондон)
- Лола от Валенсия (1862), Музей „Орсе“ в Париж
- Мис В. в костюм на тореадор – Викторин Моран в костюм на тореадор (1862), Музей на изкуството „Метрополитън“
- Олимпия (1863), Музей „Орсе“
- Убийството на император Максимилиан, 1868, Художествена галерия Манхайм
- Портрет на Емил Зола, 1868, Музей „Орсе“
- Закуска в ателието (Черният жакет), 1868, Нова пинакотека в Мюнхен
- Балконът, 1868 – 1869, Музей „Орсе“
- Железница (1872 – 1873), Национална художествена галерия (Вашингтон)
- В лодката (1874), Музей на изкуството „Метрополитън“
- Аржантьой (1874), Художествен музей на Турне, Белгия
- Портрет на Стефан Маларме, 1876, Музей „Орсе“
- Нана, 1877, Салон на изкуствата (Хамбург)
- Сливовица (1877), Национална художествена галерия (Вашингтон)
- Кръчма, 1878 – 1879, Пушкински музей (Москва)
- Портрет на Антонен Пруст, 1877 – 1880, Пушкински музей (Москва)
- В зимната градина, 1879, Стара национална галерия в Берлин
- При татко Латюй, 1879, Художествен музей на Турне, Белгия
- Връзка аспержи, 1880, Музей Валраф-Рихарц в Кьолн
- Заек (1881), Национален музей на Уелс в Кардиф
- Мистър Пертюизе, ловец на лъвове (1881), Художествен музей (Сао Пауло)
- Ездачка, c. 1882, Музей Тисен-Борнемиса в Мадрид
- Къща в Рьой, 1882, Национална галерия на Виктория в Мелбърн
- Пътека в Рьой, 1882, Художествен музей в Дижон
- Цветя в кристална ваза, 1882, Национална художествена галерия (Вашингтон)
- Натюрморт, букет от люляци, 1883, Стара национална галерия в Берлин
- Карамфили и клематис в кристална ваза, 1883, Музей „Орсе“
- Парижанка, 1883, Национален музей на Швеция в Стокхолм